# أغسطس بي. ر. سبراغ
أغسطس بي. ر. سبراغ هو سياسي أمريكي، ولد في 7 مارس 1827 في وير ‏ في الولايات المتحدة، وتوفي في 17 مايو 1910.